# Козловский, Андрей Владимирович
Андре́й Влади́мирович Козло́вский (род. 9 июля 1959, Великий Устюг, Вологодская область) — российский автор-исполнитель
, композитор, гитарист и клавишник.

## Биография
По материнской линии Андрей Козловский происходит из дворянского сословия и относится к роду Личкановских. В 1840 году в результате работы Центральной комиссии для ревизии действий Дворянских Депутатских Собраний Киевской, Подольской и Волынской губерний (комиссия была создана как раз в 1840 году по предложению генерал-губернатора этих территорий Д.Г. Бибикова и работала при его деятельном участии до января 1844 года), что было в числе мер по разбору шляхты (проверки дворянского происхождения у лиц, относимых к нему) в бывших землях Речи Посполитой, последовательно проводимых и объявленных серией указов Николая I (первые из которых относились ещё ко времени между рубежом 1820-х-1830-х и началом 1830-х годов и даже немного раньше), род семьи Личкановских переведён в разряд однодворцев. В 1930 году его дед Личкановский Василий Гаврилович решением Судебной Тройки при коллегии ГПУ УССР от 18 мая 1930 года приговорён к пяти годам концентрационных лагерей. Однако скрывшись от надзора, Василий Гаврилович вместе с супругой Личкановской (Цисельской) Евдокией Илларионовной и дочерьми Еленой (Мицук (Личкановская) Елена Васильевна) и Людой покидают село Помошная и в 1932 году поселяются на Сахалине, где в 1934 году в посёлке Тымовское и родилась мать Андрея Козловского — Галина Васильевна Козловская (Личкановская). В 1963 году семья переехала в Вологду, где Андрей окончил среднюю школу.
1978—1983 годы — учёба в Ленинградской лесотехнической академии им. С. М. Кирова.
1984—1985 годы — учёба в Тюменской школе сварщиков. Получил специальность инженера-механика.
1983—1989 годы — работа слесарем, затем сварщиком в Тюмени и Тюменской области (пос. Советский) на газопроводе Уренгой — Помары — Ужгород.
1990 год — возвратился в Вологду. Был предпринимателем, сварщиком, работал на пилораме, в торговле.
1991 год — женитьба, впоследствии родилось двое детей.
Хобби — рок-н-ролл (многие песни переведены на английский, нидерландский языки), блюз, авторская песня, рыбалка.

### Творчество
С 1975 по 1978 год играл на клавишных в группе «Волна» в «Клубе Речников» Вологодского Судоремонтного завода. Играл также на танцах и свадьбах в ансамбле под руководством Вячеслава Кобрина, известного в дальнейшем по группам «Рок-сентябрь», «Ультима Туле» и др.
На первом курсе Академии Андрей начинает писать и исполнять песни и стихи (первая песня — «Рыбак», 1979 год). С 1979 по 1983 год являлся членом Ленинградских клубов «Городской песни» и «Сатиры и юмора».
В 1995 году в Вологде был образован коллектив «Уездные хроники» под управлением Виктора Колесова, в котором Козловский участвовал как клавишник, автор и соавтор большинства русскоязычных песен. Вскоре группа была переименована в «Петрович Бэнд». Группа выступала с концертами в Нидерландах и Финляндии.
В начале 2000-х годов выступал в составе дуэта «Баранов и Козловский» вместе с виртуозным гитаристом Андреем Барановым. Записывал альбомы и выступал с концертами совместно с музыкантами групп «ГрАссМейстер», «Станция Мир».
В 1984 году Андрей Козловский становится лауреатом ленинградского конкурса песни, в 1986 и 1987 годах — дипломантом и лауреатом фестиваля им. Валерия Грушина, в сентябре 1990 года — лауреатом Всесоюзного фестиваля авторской песни в Киеве. Участник фестиваля «Весенняя капель» (Ленинград). В конкурсах были отмечены песни «Карасик», «Косари». Принимал участие в жюри Воронежского фестиваля (1997) и «Петербургского аккорда» (1998), в различных бардовских и рок-фестивалях (как самостоятельный артист, как член жюри и как член группы «Петрович бэнд», а также совместно с группами «ГрАссМейстер» и «Станция Мир»).
Играет на шестиструнной акустической гитаре и клавишных.
В настоящее время Андрей Козловский продолжает писать и исполнять свои «классические» авторские песни, а также роковые и блюзовые композиции. Его песня «Гора, гори!» на слова Виталия Калашникова стала настоящим гимном Грушинского фестиваля.

## Дискография
- 1996 — Моя песня на компакте («Авторский Дом»)
- 1999 — Полный вперёд! («Остров»)
- 2000 — Лучшие песни 1978—1990 годы («Музпром»)
- 2003 — Лучшие песни 1990—2000 годы («Музпром»)
- 2003 — Уездные хроники
- 2003 — Мой блюз (со «сборной московского блюза» — Иван Жук, Николай Садиков, Алексей Половинкин, Роман Гринев, Вовка Кожекин) («Другая музыка»)
- 2003 — Поехали, Дункель! (с группой «ГрАссМейстер») (МИЦ «Музпром-МО»)
- 2008 — Он едет («Музпром»)
- 2017 — А чайка летит

## Фильмография

### Композиторские работы
- 2019 — Фиксики против кработов